# Ios (gmina)
Ios (gr. Δήμος Ιητών, Dimos Iiton) – gmina w Grecji, w administracji zdecentralizowanej Wyspy Egejskie, w regionie Wyspy Egejskie Południowe, w jednostce regionalnej Thira. W jej skład wchodzi między innymi wyspa Ios. Siedzibą gminy jest Ios. W 2011 roku liczyła 2024 mieszkańców.